# Max Friediger

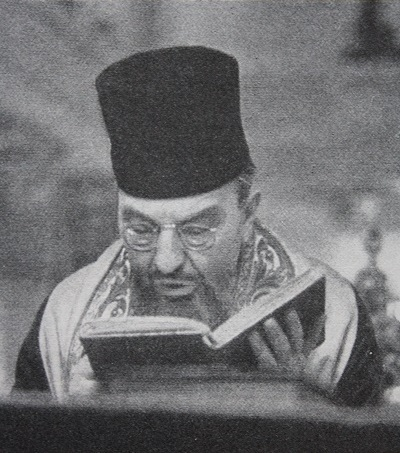
Friediger, à la synagogue de Copenhague, lors de la réouverture de celle-ci le 22 juin 1945

Max Friediger, né le 9 avril 1884 à Budapest et mort le 9 avril 1947 à Copenhague, est un grand-rabbin danois. Fils de Leopold Friediger, commerçant, Max Moses Fridiger fait ses études secondaires dans un lycée de Budapest, puis des études universitaires à l'université de Berlin et rabbiniques au séminaire rabbinique Hildesheimer de Berlin. De 1909 à 1911, il suit les cours d'une école de Talmud Torah à Prague. De 1912 à 1913, il est rabbin à Pohořelice et de 1913 à 1919, à Oderberg. Pendant la Première Guerre mondiale, il est Feldrabbiner (rabbin militaire) dans l'armée austro-hongroise. Le 1er janvier 1920, il prend la fonction de grand-rabbin du Danemark à Copenhague, en remplacement de Max Schornstein. Il arrive à Copenhague dans une période marquée par le souvenir de l'affrontement entre ses deux prédécesseurs et caractérisée par le clivage au sein de la communauté juive danoise entre les « Vikings », assimilés, danophones et conservateurs, d'une part, et les « Russes », plus pauvres, parlant mal danois et souvent bundistes ou sionistes d'autre part. Bien qu'en 1933 il prononce en danois un discours remarqué lors de la visite du roi Christian X à la synagogue de Copenhague, il reste gêné par une mauvaise maîtrise du danois. En 1934, il publie en danois une Histoire des Juifs, qui donne au lecteur un aperçu de l'histoire du peuple juif, en particulier dans les pays scandinaves. En 1935, il visite la Palestine et publie en 1936, en danois, un compte-rendu enthousiaste de son voyage, La reconstruction d'un pays,,. Lors de l'occupation allemande du Danemark pendant la Seconde Guerre mondiale, il est arrêté par les Allemands le 23 août 1943,, puis, malgré les dénégations allemandes, déporté au camp de concentration de Theresienstadt le 6 octobre 1943 avec 463 autres Juifs danois. Il y veille significativement, selon Leo Goldberger, aux conditions de détention des autres Juifs danois et reçoit le soutien du roi Christian X. Après son retour à Copenhague, il publie ses souvenirs de déportation et meurt en 1947 des suites d'une maladie.